# Diócesis de Ibarra
La diócesis de Ibarra o de San Miguel de Ibarra (en latín: Dioecesis Ibarrensis) es una circunscripción eclesiástica de la Iglesia católica en Ecuador. Se trata de una diócesis latina, sufragánea de la arquidiócesis de Quito. Desde el 12 de diciembre de 2019 su obispo es Segundo René Coba Galarza.

## Territorio y organización
La diócesis tiene 4896 km² y extiende su jurisdicción sobre los fieles católicos de rito latino residentes en la provincia de Imbabura.
La sede de la diócesis se encuentra en la ciudad de Ibarra, en donde se halla la Catedral de San Miguel.
En 2021 en la diócesis existían 67 parroquias.

## Historia
La diócesis fue erigida el 29 de diciembre de 1862, obteniendo el territorio de la arquidiócesis de Quito. El primer obispo fue José Ignacio Checa y Barba quien fue elegido el 6 de agosto de 1866, arribando el 18 de abril de 1867.
La catedral fue destruida por el terremoto de 1868 y reconstruida a partir de 1872.
El 17 de marzo de 1965 cedió una porción de su territorio para la erección de la diócesis de Tulcán mediante la bula Praegrave Ecclesiae del papa Pablo VI.

## Estadísticas
Según el Anuario Pontificio 2022 la diócesis tenía a fines de 2021 un total de 397 100 fieles bautizados.
| Año                                                                             | Población            | Población | Población      | Sacerdotes | Sacerdotes    | Sacerdotes    | Bautizados por sacerdote | Diáconos permanentes | Religiosos | Religiosos | Parroquias |
| Año                                                                             | Bautizados católicos | Total     | % de católicos | Total      | Clero secular | Clero regular | Bautizados por sacerdote | Diáconos permanentes | Varones    | Mujeres    | Parroquias |
| ------------------------------------------------------------------------------- | -------------------- | --------- | -------------- | ---------- | ------------- | ------------- | ------------------------ | -------------------- | ---------- | ---------- | ---------- |
| 1950                                                                            | 218 000              | 218 900   | 99.6           | 105        | 75            | 30            | 2076                     |                      | 31         | 135        | 42         |
| 1962                                                                            | 247 600              | 247 753   | 99.9           | 126        | 85            | 41            | 1965                     |                      | 53         | 154        | 47         |
| 1970                                                                            | 199 500              | 200 000   | 99.8           | 67         | 39            | 28            | 2977                     |                      | 34         | 120        | 37         |
| 1976                                                                            | 200 000              | 217 813   | 91.8           | 48         | 32            | 16            | 4166                     |                      | 22         | 104        | 33         |
| 1980                                                                            | 234 000              | 240 000   | 97.5           | 67         | 43            | 24            | 3492                     |                      | 29         | 167        | 43         |
| 1990                                                                            | 275 000              | 295 000   | 93.2           | 75         | 51            | 24            | 3666                     |                      | 36         | 185        | 50         |
| 1999                                                                            | 305 000              | 315 500   | 96.7           | 86         | 59            | 27            | 3546                     | 4                    | 45         | 150        | 55         |
| 2000                                                                            | 308 000              | 318 000   | 96.9           | 93         | 70            | 23            | 3311                     | 4                    | 41         | 160        | 58         |
| 2001                                                                            | 308 000              | 318 000   | 96.9           | 92         | 69            | 23            | 3347                     | 4                    | 39         | 160        | 58         |
| 2002                                                                            | 335 000              | 345 781   | 96.9           | 91         | 68            | 23            | 3681                     | 4                    | 42         | 98         | 60         |
| 2003                                                                            | 330 000              | 344 000   | 95.9           | 95         | 70            | 25            | 3473                     | 4                    | 44         | 102        | 57         |
| 2004                                                                            | 330 000              | 344 000   | 95.9           | 95         | 70            | 25            | 3473                     | 4                    | 44         | 102        | 57         |
| 2006                                                                            | 324 700              | 340 000   | 95.5           | 87         | 67            | 20            | 3732                     | 3                    | 41         | 219        | 61         |
| 2013                                                                            | 346 000              | 362 000   | 95.6           | 98         | 78            | 20            | 3530                     | 1                    | 27         | 195        | 65         |
| 2016                                                                            | 388 332              | 409 244   | 94.9           | 106        | 86            | 20            | 3663                     | 1                    | 27         | 195        | 67         |
| 2019                                                                            | 397 100              | 412 500   | 96.3           | 103        | 84            | 19            | 3855                     | 1                    | 24         | 195        | 67         |
| 2021                                                                            | 397 100              | 422 500   | 94.0           | 103        | 85            | 18            | 3855                     | 1                    | 23         | 195        | 67         |
| Fuente: Catholic-Hierarchy, que a su vez toma los datos del Anuario Pontificio. |                      |           |                |            |               |               |                          |                      |            |            |            |

## Episcopologio
| Foto | Escudo | Nombre del titular                | Período                                              | Fin del cargo (razón)                  |
| ---- | ------ | --------------------------------- | ---------------------------------------------------- | -------------------------------------- |
|      |        | José Ignacio Checa y Barba †      | 6 de agosto de 1866-16 de marzo de 1868              | Nombrado arzobispo de Quito            |
|      |        | Antonio Tomás Iturralde †         | 25 de junio de 1869-1 de julio de 1876               | Renunció                               |
|      |        | Pedro Rafael González y Calisto † | 29 de septiembre de 1876-15 de junio de 1893         | Nombrado arzobispo coadjutor de Quito  |
|      |        | Federico González Suárez †        | 30 de julio de 1895-14 de diciembre de 1905          | Nombrado arzobispo de Quito            |
|      |        | Ulpiano María Pérez y Quiñones †  | 8 de mayo de 1907-7 de diciembre de 1916             | Nombrado obispo de Bolívar             |
|      |        | Alberto María Ordóñez Crespo †    | 4 de diciembre de 1916-5 de diciembre de 1930        | Nombrado obispo de Bolívar             |
|      |        | Alejandro Pasquel Monge †         | 18 de diciembre de 1931-18 de septiembre de 1934     | Falleció                               |
|      |        | César Antonio Mosquera Corral †   | 18 de septiembre de 1936-11 de octubre de 1954       | Nombrado obispo de Guayaquil           |
|      |        | Silvio Luis Haro Alvear †         | 23 de marzo de 1955-28 de junio de 1980              | Retirado                               |
|      |        | Juan Ignacio Larrea Holguín †     | 28 de junio de 1980 por sucesión-5 de agosto de 1983 | Nombrado ordinario militar del Ecuador |
|      |        | Luis Oswaldo Pérez Calderón †     | 21 de agosto de 1984-22 de septiembre de 1989        | Falleció                               |
|      |        | Antonio Arregui Yarza             | 25 de julio de 1995-7 de mayo de 2003                | Nombrado arzobispo de Guayaquil        |
|      |        | Julio César Terán Dutari, S.I.    | 14 de febrero de 2004-25 de marzo de 2011            | Retirado                               |
|      |        | Valter Dario Maggi                | 25 de marzo de 2011-13 de octubre de 2018            | Renunció                               |
|      |        | Segundo René Coba Galarza         | Desde el 12 de diciembre de 2019                     |                                        |